# Absys
Absys — один из первых декларативных языков программирования. Название Absys было выбрано как аббревиатура от Aberdeen System.

## История
Разработан в Абердинском университете. Он предвосхитил ряд особенностей языка программирования Prolog. Вероятно, являлся первой реализацией языка логического программирования. 
Использование математической логики для представления и выполнения компьютерных программ также является особенностью лямбда-исчисления, разработанного Алонзо Чёрчем в 1930-х. Однако первое предложение использовать клаузальную форму логики для представления компьютерных программ было сделано Корделлом Грином. При этом использовалась аксиоматизация подмножества LISP вместе с представлением отношения ввода-вывода для вычисления отношения путём моделирования выполнения программы в LISP. С другой стороны, язык программирования Absys использовал комбинацию уравнений и лямбда-исчисления в языке ассертивного программирования, который не накладывает никаких ограничений на порядок выполнения операций.